# George Deulstadion
Het George Deulstadion is een multifunctioneel stadion in Hanna's Lust, Wanica, zuidelijk van Paramaribo in Suriname. 
Het stadion wordt vooral gebruikt voor voetbalwedstrijden, de voetbalclubs Wanhatti, Young Rhythm en SV Sunny Point maken gebruik van dit stadion. In het stadion is plaats voor 1.000 toeschouwers. 